# Gry Trampedach
Gry Trampedach (født 1978 i Fredensborg) er en dansk sangerinde. Hun vandt i 1995 talentkonkurrencen Stjerneskud på TV3 med en sang af Sanne Salomonsen. Trampedach er datter af sanger, musiker og komponist Nis P. Jørgensen (Nis Pis Band).
I 1996 udgav hun sammen med Peter Schmeichel singlen "We Can Do it Again". Hun sang kor på en række danske udgivelser og var korpige ved både Dansk Melodi Grand Prix og Eurovision Song Contest.
Sammen med bandet Cantina udgav hun i 1999 et album, og i 2003 udgav hun soloalbummet Tæmmes vildt af dig. I 2005-2006 var hun fast korpige i Johnny Deluxe, som hun også turnerede med. Hun sang rap på sangen "Drenge Som Mig" fra deres album LUXUS fra 2005.
I 2007 sang hun "Anna var i Anders kær" i duet på albummet Sange til Anker. Samme år blev hun mor til drengen Lui.
I 2012 sang hun sammen med Søren Launbjerg introsangen til Pokémons 14 sæson (Pokémon: Black & White) på dansk og til filmene Pokémon Filmen Black: Victini og Reshiram og Pokémon Filmen White: Victini og Zekrom

## Diskografi
- 2003 Tæmmes vildt af dig